# Масалов, Владимир Григорьевич
Владимир Григорьевич Масалов — советский хозяйственный, государственный и политический деятель.

## Биография
Родился в 1931 году на хуторе Степное. Член КПСС.
До 1956 — мастер цеха, комсорг на ТЭЦ и заводе ЖБИ в Ангарске.
В 1956—1960 — секретарь, второй секретарь, первый секретарь Ангарского горкома ВЛКСМ.
В 1960—1964 — секретарь, второй секретарь Ангарского горкома КПСС, председатель Ангарского горисполкома
В 1964—1972 — первый секретарь Ангарского горкома КПСС.
В 1972—1977 — секретарь Иркутского обкома КПСС
В 1977—1991 — заместитель председателя Государственного комитета СССР по обеспечению нефтепродуктами.
Делегат XXIII и XXIV съезда КПСС.
Умер в 2020 году в Москве.

## Награды
- Орден Трудового Красного Знамени (25.08.1971)
- Орден Дружбы народов (26.10.1989)
- Орден Знак Почёта (20.10.1965)